# Lucius Gellius Publicola (konsul 72 f.Kr.)
Lucius Gellius Publicola var en romersk general under 000-talet f.Kr.
Publicola var en av generalerna som slogs mot Spartacus slavuppror. Han besegrade Crixus och hela hans armé på 30000 slavar, men besegrades senare av Spartacus. Han blev konsul 72 f.Kr..